# Arthur Buchardt

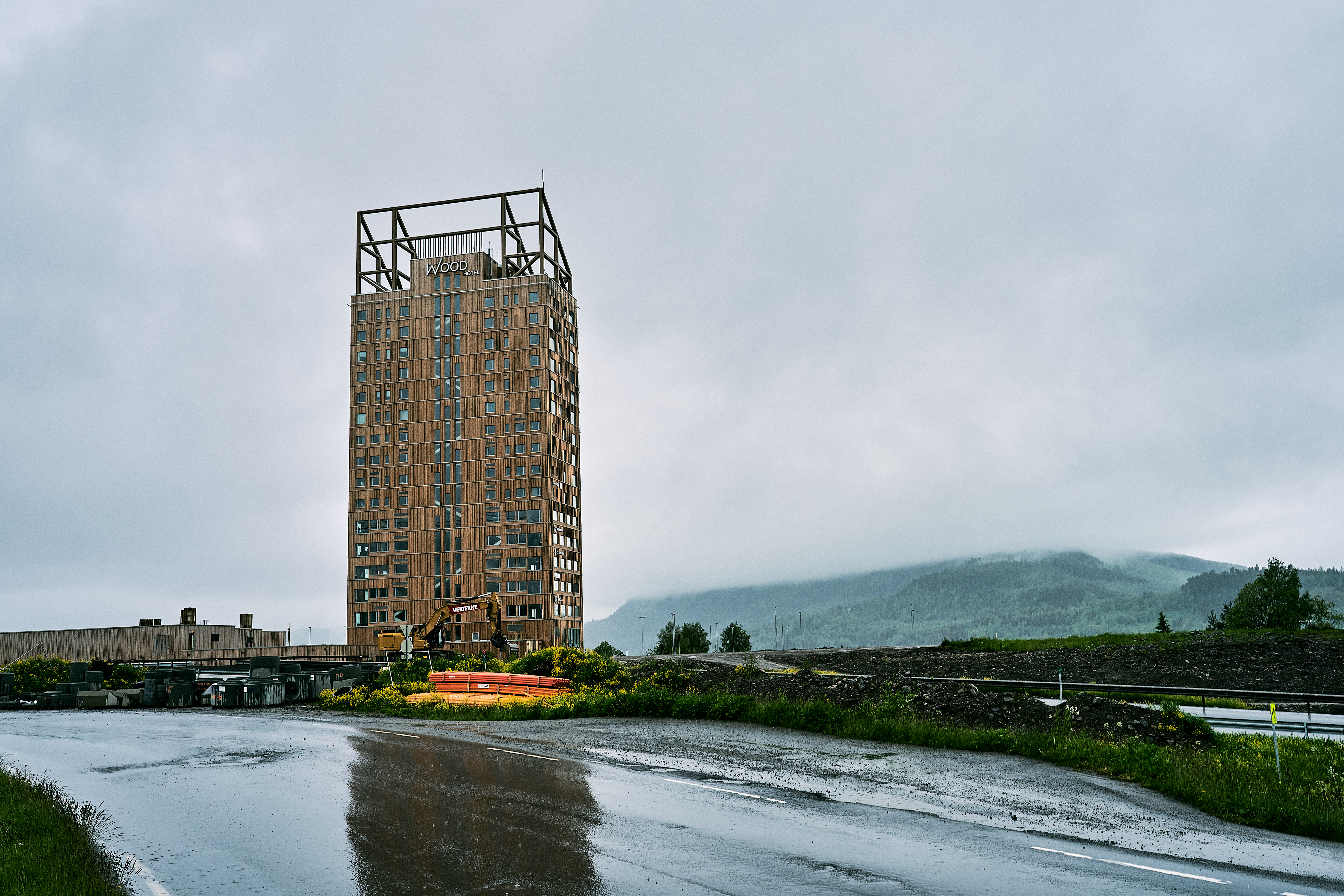
Mjøstårnet i Brumunddal

Arthur Buchardt, född 15 juni 1948 i Drammen i Norge, är en norsk fastighetsföretagare, som huvudsakligen investerar i hotellbyggen genom det av honom och sonen Anders Buchardt (född 1974) ägda AB Invest.
Arthur Buchard växte upp i Nesodden och i Brumunddal. Han utbildade sig till diplomingenjör. Han har arbetat i Den norske Creditbank och senare drivit en rörläggningsfirma i Brumunddal, vilken han byggde ut. Från 1989 har engagerat sig i hotellutbyggnad med Hafjell Hotell i Øyer som första hotell inför Olympiska vinterspelen 1994 i Lillehammer. 
I Sverige har står Buchardts bakom uppförandet av Victoria Tower i Kista och Clarion Sign Hotel i Stockholms centrum. Ett av hans mest omtalade projekt var Scandinavian Tower i Hyllie, som med 342 meter skulle bli Europas högsta hus. Projektet lade ned 2004. Ett annat är ett hotell och spa vid Lernacken, vid Öresundsbrons landfäste i Malmö. Buchardt fick markanvisning av Malmö stad, men staden sade upp avtalet 2011, efter det att inget hänt på åtta år. År 2019 fick han en ny markanvisning.
I Brumunddal i Norge har han finansierat uppförandet av det 18 våningar höga Mjøstårnet, som då det blev klart i mars 2019 var världens högsta träbyggnad.
Han var 1995–1999 gift med Wenche Myhre.